# Žigon (priimek)
Žigon je priimek več znanih Slovencev:
- Alojz Žigon (?–1964), pravnik, predsednik Sodišča narodne časti in Vrhovnega sodišča LRS (1945–49)
- Andrej Žigon – Aleluja (1952–2003), slovenski pesnik, popotnik, dobrotnik, fotograf in igralec
- Andreja Žigon (*1948), umetnostna zgodovinarka, urednica
- Angelo Žigon, inženir gradbeništva
- Anton Žigon (1828–1882), deželni poslanec in govornik na taborih
- Avgust Žigon (1877–1941), literarni zgodovinar in teoretik, bibliotekar
- Bojana Žigon (*1961), umetnostna zgodovinarka
- Darko Žigon (*1949), carinik, slikar samouk
- Dejan Žigon (*1989), nogometaš
- Dušan Žigon, alpinist (=? dr. kemije, vodja centra za masno spektroskopijo IJS)
- Fedor Žigon, arhitekt, likovni umetnik
- Franc (Leopold) Žigon (1863–1936), teolog in filozof
- Helena Žigon (1928–2020), tekačica seniorka, maratonka
- Ivanka Žigon (1922–1983), zdravnica, sanitetna podpolkovnica
- Joka (Jožef) Žigon (1899–1983), dramatik in literarni zgodovinar
- Joško Žigon (1900–1981), kulturni delavec
- Majda Žigon (*1948), kemičarka
- Marijana Žigon, arhitektka, oblikovalka
- Marko Žigon (1929–1987), dirigent in skladatelj
- Matjaž Žigon (1925–2015), partizanski poročevalec komisar, inštruktor; pisatelj
- Matjaž Žigon (*1977), ekonomist, sekretar malteškega viteškega reda v Sloveniji
- Rozika Žigon (1924–1977), novinarka, urednica
- Stevo Žigon (1926–2005), slovensko-srbski igralec
- Tanja Žigon (Tanja Cegnar), meteorologinja
- Tanja Žigon (*1974), germanistka, zgodovinarka in prevodoslovka
- Vid Sagadin Žigon (*1972), pesnik
- Zdenka Žigon Lulik (*1955), etnologinja, knjižničarka
- Zvone Žigon (*1967), politolog, diplomat, publicist, strokovnjak za izseljenstvo¸